# 山田郡 (三重県)
- 令制国一覧 > 東海道 > 伊賀国 > 山田郡
- 日本 > 近畿地方 > 三重県 > 山田郡

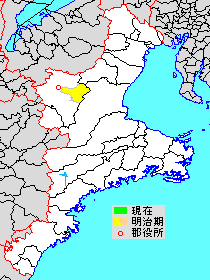
三重県山田郡の範囲

山田郡（やまだぐん）は、三重県（伊賀国）にあった郡。

## 郡域
1878年（明治11年）に行政区画として発足した当時の郡域は、伊賀市の一部（下友生・中友生・界外・上友生および真泥、千戸、炊村、甲野、畑村、富永、上阿波以南かつ蓮池、高山、坂下以北）にあたる。

## 歴史

### 近世以降の沿革
- 明治初年時点で、全域が津藩領であった。「旧高旧領取調帳」の記載によると26村が存在。
- 明治4年
  - 7月14日（1871年8月29日） - 廃藩置県により津県の管轄となる。
  - 11月22日（1872年1月2日） - 第1次府県統合により安濃津県の管轄となる。
- 明治5年3月17日（1872年4月24日） - 安濃津県が改称して三重県となる。
- 明治12年（1879年）2月5日 - 郡区町村編制法の三重県での施行により、行政区画としての山田郡が発足。「阿拝山田郡役所」が阿拝郡上野町に設置され、同郡とともに管轄。

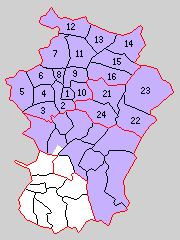
21.山田村 22.布引村 23.阿波村 24.友生村（紫：伊賀市 1 - 16は阿拝郡）

- 明治22年（1889年）4月1日 - 町村制の施行により、以下の町村が発足。全域が現・伊賀市。（4村）
  - 山田村 ← 平田村、畑村、富岡村、出後村、中村、鳳凰寺村、千戸村、真泥村、炊村、甲野村
  - 布引村 ← 川北村、広瀬村、奥馬野村、中馬野村、坂下村
  - 阿波村 ← 上阿波村、猿野村、富永村、下阿波村
  - 友生村 ← 喰代村、高山村、蓮池村、上友生村、界外村、中友生村、下友生村
- 明治29年（1896年）4月1日 - 郡制の施行のため、阿拝郡・山田郡の区域をもって阿山郡が発足。同日山田郡廃止。

## 行政
阿拝・山田郡長
| 代 | 氏名       | 就任年月日            | 退任年月日                | 備考                           |
| -- | ---------- | --------------------- | ------------------------- | ------------------------------ |
| 1  | 三田村上介 | 明治12年（1879年）5月 |                           |                                |
| 2  | 山県昌雄   | 明治19年（1886年）    |                           |                                |
| 3  | 八尾信夫   | 明治22年（1889年）    | 明治29年（1896年）3月31日 | 阿拝郡との合併により山田郡廃止 |